# Mount Airy (Georgia)
Mount Airy (a veces abreviado como Mt Aury) es un pueblo ubicado en el condado de Habersham, Georgia, Estados Unidos. Tiene una población estimada, a mediados de 2021, de 1435 habitantes.

## Demografía
En el 2000 los ingresos promedio de los hogares de la localidad eran de $42,813 y los ingresos promedio de las familias eran de $45,375. Los ingresos per cápita para la localidad eran de $18,493. Los hombres tenían ingresos per cápita de $27,083 contra los $23,500 que percibían las mujeres.
De acuerdo con la estimación 2016-2020 de la Oficina del Censo, los ingresos promedio de los hogares de la localidad son de $57,215 y los ingresos promedio de las familias son de $66,250.

## Geografía
La localidad está ubicada en las coordenadas 34°31′25″N 83°29′50″O / 34.52361, -83.49722 (34.523488, -83.497167).
Según la Oficina del Censo, tiene un área total de 6.28 km², de la cual 6.26 km² son tierra y 0.02 km² son agua.